# Шах Исмаил (дастан)
«Шах Исмаил» (азерб. Şah İsmayıl) — азербайджанский любовный дастан. Собрано до 10 вариантов. Согласно некоторым исследователям (Гамиду Араслы, например), дастан связан с именем Шаха Исмаила I, согласно другим (к примеру, Мамедгусейну Тахмасибу) — с именем Шаха Исмаила II.
Краткое содержание дастана следующее: Нашедший с трудом своего сына Исмаила шах прячет его в специальном месте. Во время охоты Шах Исмаил встречает девушку по имени Гюльзар и влюбляется в неё. После долгих приключений он уводит Гюльзар во владения своего отца. Шах же желая овладеть Гюльзар ослепляет своего сына Исмаила. Однако, Исмаил выздоравливает, мстит отцу, приходит к власти и воссоединяется со своей возлюбленной Гюльзар.
Дастан богат героическими мотивами. С этой точки зрения внимание привлекает образ Араб Зенги. В её лице выражены женская верность, дружба и любовь. В дастане отражена идея справедливого правителя. По мотивам дастана «Шах Исмаил» азербайджанский композитор Муслим Магомаев написал одноимённую оперу.